# Saturnino Duarte Silveira
Saturnino Duarte Silveira, (Silva Jardim, c.1820 — Niterói, c. 1904) foi um militar brasileiro e importante fazendeiro durante o século XIX no município de Capivary (atualmente Silva Jardim), localizado no norte fluminense. Foi também major da Guarda Nacional e comendador da Imperial Ordem da Rosa.

## Biografia

### Família
Nascido na família Duarte Silveira de Capivary, Saturnino era filho de Manoel Silveira Azevedo e de Thereza Mathildes Duarte Sutera. Casou-se com Fabrícia Egydia Lopes Ramos, filha do comendador Joaquim Fernandes Lopes Ramos e de Bárbara Maria da Conceição, de quem teve quatro filhos: Thereza Egydia Duarte Silveira (Silva Jardim, 22 de outubro de 1847 - ?), Eulálio Duarte Silveira (Silva Jardim, 20 de Maio de 1850 - Rio de Janeiro, 23 de novembro de 1909), Isilda Duarte Silveira (Silva Jardim, 6 de Abril de 1854 - ?), e Joaquim Saturnino Duarte Silveira (nasceu em 1843 ?).
Saturnino era neto paterno do casal Manoel da Silveira Azevedo e Maria Rodrigues, em cujas terras foi fundada a paróquia de Nossa Senhora da Lapa de Capivary, no ano de 1801, a pedido da população local. Mais tarde, no entorno da paróquia, formara-se o vilarejo que se transformara em vila e em sede do então município de Capivary, e atual cidade de Silva Jardim.

### Vida pública
Saturnino constituiu-se num importante fazendeiro da localidade, participando ativamente da vida política local. Foi também major da Guarda Nacional e Cavaleiro da Imperial Ordem da Rosa.
Sua história confundiu-se com a ascensão, auge e declínio de Capivary, nos idos do século XIX. As várzeas muito férteis, as grandes áreas de floresta nativa, e o fácil escoamento da produção pelo Rio São João, faziam de Capivary um lugar de grande destaque econômico regional, especialmente pelo corte de madeira e lavoura em geral.
Por pressão política dos fazendeiros locais, o então vilarejo foi elevado à categoria de Vila em 1841, desmembrando-se definitivamente de Cabo Frio. A reorganização político-administrativa, e a alocação de cargos, coube aos próprios fazendeiros. Somente 15 deles eram eleitores em 1857, dentre os quais o biografado. À Duarte Silveira foram designados o Juizado de Paz, o Juizado de Órfãos, e, em caráter de substituição, o Juizado Municipal. A Igreja também o designou para a gestão das obras de construção da nova matriz local.
Em finais do século XIX, a pujança econômica de Capivary foi seriamente abalada. Diante da escassez de mão-de-obra, resultante da abolição da escravatura, a vila experimentou franca decadência. Nesta ocasião, vários fazendeiros abandonaram suas lavouras, em função do êxodo de trabalhadores. As hipotecas que tinham com negociantes da Corte foram executadas, as grandes extensões de terra acabaram sendo refracionadas em propriedades menores, e o empobrecimento do campo e da vila foram inevitáveis.
Já no século XX, a pequena vila, já elevada à categoria de município, foi rebatizada com o nome de Silva Jardim em homenagem ao advogado republicano Antônio da Silva Jardim, que lá havia nascido.